# Seetalpass
Der Seetalpass ist ein 2974 m ü. M. hoher alpiner Gebirgspass im Schweizer Kanton Wallis. Er verläuft zwischen Grächen und Eisten.

## Lage
Der Pass ist nur zu Fuss zu erreichen, über einen Weg vom Skilift Seetalhorn, der unterhalb des Gipfels endet, oder von Eisten aus dem Saastal. Der Weg vom Skilift aus dem Mattertal ist (Stand 2023) nur schwer zur begehen, da das Feld mit Geröll bedeckt ist und somit die Wegmarkierungen teilweise nicht stimmen und schlecht zu erkennen sind. Von der Passhöhe führt ein markierter hochalpiner Weg über einen steilen Kamm auf das Seetalhorn (3036 m ü. M.). Gegenüber ist auf demselben Bergkamm an einem stehenden Fels ein Namensschild angebracht. Dies ist ein beliebter Fotopunkt und wird oft fälschlicherweise als Seetalhorn bezeichnet. Im Winter werden oft Skitouren auf den Pass unternommen.

## Geographie
Die umgebenden Berge sind das Seetalhorn im Norden und das Gabelhorn im Süden. Am Gabelhorn verläuft der Gabelpass. Der Kamm, der durch den Seetalpass und den Gabelpass überquert wird, führt bis zum Balfrin (3796 m ü. M.), dem höchsten Berg dieser Kette.